# Bothrideres geminatus
Bothrideres geminatus är en skalbaggsart som först beskrevs av Thomas Say 1826.  Bothrideres geminatus ingår i släktet Bothrideres och familjen rovbarkbaggar. Inga underarter finns listade i Catalogue of Life.